# Mediaster gartrelli
Mediaster gartrelli är en sjöstjärneart som beskrevs av H.E.S. Clark 200. Mediaster gartrelli ingår i släktet Mediaster och familjen ledsjöstjärnor.
Artens utbredningsområde är havet kring Nya Zeeland. Inga underarter finns listade i Catalogue of Life.